# 운수초등학교 (광주)
운수초등학교는 광주광역시 광산구에 개교 예정인 공립 초등학교이다.

## 학교 연혁
- 2026년 3월 1일 : 개교